# Adams-Wilson Helicopters
Pour les articles homonymes, voir Adams et Wilson.
À la fin des années 1950, T. G. Adams et P. Wilson décidèrent de réaliser un hélicoptère destiné à la construction amateur, utilisant des matériaux courants et un moteur de moto pouvant développer jusqu’à 50 ch. Le résultat est le Adams-Wilson XH-1, un hélicoptère léger monoplace qui effectua son premier vol en novembre 1958.
Ils fondèrent ensuite la Adams-Wilson Helicopters Inc à Lakewood, Californie, pour commercialiser les plans (30 pages à peine) auprès des constructeurs amateurs sous la désignation Adams-Wilson Hobbycopter ou Flying Triumph. Plus d’une centaine de plans auraient été vendus dans le monde, Adams-Wilson commercialisant également des sous-ensembles permettant l’assemblage en kit.
En 2006 on peut toujours trouver plans et kit de montage chez Vortech (en), spécialiste des voilures tournantes ultralégères. Le Hobbycopter a inspiré depuis de nombreuses réalisations, plus ou moins comparables au XH-1.

## Adams-Wilson XH-1
L'Adams-Wilson XH-1 fut le premier prototype d’hélicoptère monoplace léger d'Adams-Wilson Helicopters. Il vola en novembre 1958 à Lakewood, Californie. Immatriculé N93P, il avait une structure en tubes d’aluminium boulonnés reposant sur des patins, un rotor principal bipale en bois, les contrôles cyclique et collectif de pas étant assurés par une simple plaque. Le rotor anti-couple était en aluminium forgé, entraîné par courroie alors que le rotor principal était entraîné par un arbre issu d’une boîte de transmission. Le moteur utilisé était un moteur de moto Triumph 650 cm3 de 34 ch, surmonté d’un réservoir de 11,4 litres.
Caractéristiques techniques : Diamètre du rotor principal : 6,55 m ; Diamètre du rotor anticouple : 0,94 m ; Longueur du fuselage : 4,27 m ; Hauteur hors tout : 1,83 m ; Masse à vide : 161 kg ; Masse maximale : 252 kg ; 1 moteur Triumph de 34 ch ; Vitesse maximale : 96 km/h ; Vitesse de croisière maximale : 72 km/h ; Vitesse de croisière économique : 65 km/h ; Plafond :2 440 m ; Distance franchissable : 193 km.
Cet appareil est à l'origine de nombreux dérivés, les plus directement inspirés de l'hélicoptère original étant présentés ci-dessous.

## Adams-Wilson Hobbycopter 101
Premier modèle commercialisé sur plan (35 U$) ou en kit (900 U$) par Adams-Wilson Helicopters Inc, identique au XH-1.

## Adams-Wilson Hobbycopter 102
Second modèle commercialisé sur plan ou en kit par Adams-Wilson Helicopters Inc. La structure était renforcée, le moteur remplacé par un Triumph de 50 ch et la structure recevait un court carénage en fibre de verre.

## Adams-Wilson Choppy
Version modernisée : poutre porte anti-couple modifiée, entraînement de l’anti-couple par arbre, moteur Rotax 503. Vendu en 2006 par Vortech (en)
- 3 495 U$ en kit, sans moteur ni instrumentation (+105 U$ d’emballage et 1 250 U$  pour une cabine en option)
- 22 995 U$ assemblé, en état de vol, avec un moteur Rotax 503
- 29 995 U$ assemblé, en état de vol, avec cabine fermée et un moteur Hirth 3203

## A-B Helicopters A/W 95
Version modernisée par Doug Schwochert : Rotor en aluminium, moteur Rotax avec transmissions et contrôle de pas entièrement nouveaux, structure en tubes d’acier, poutre arrière en aluminium. Plans commercialisé par A-B Helicopters, Burlington, Wisconsin. (100 pages, 95 U$ en 2006.)
Caractéristiques techniques : Diamètre du rotor principal : 5,94 m ; Diamètre du rotor anticouple : 1,02 m ; Longueur du fuselage : 4,57 m ; Hauteur hors tout : 1,96 m ; Masse à vide : 123 kg ; Masse maximale : 222 kg ; 1 moteur Rotax 503 de 52 ch ; Vitesse maximale : 104 km/h ; Vitesse de croisière maximale : 97 km/h ; Vitesse de croisière économique : 65 km/h ; Plafond : 3 200 m ; Autonomie: 1 h.